# Орора (Орегон)
Орора (англ. Aurora) — місто (англ. city) в США, в окрузі Меріон штату Орегон. Населення — 1133 особи (2020).

## Географія
Орора розташована за координатами 45°13′42″ пн. ш. 122°45′26″ зх. д. / 45.22833° пн. ш. 122.75722° зх. д. (45.228399, -122.757207).  За даними Бюро перепису населення США в 2010 році місто мало площу 1,24 км², уся площа — суходіл.

## Демографія
Згідно з переписом 2010 року, у місті мешкало 918 осіб у 336 домогосподарствах у складі 256 родин. Густота населення становила 740 осіб/км².  Було 349 помешкань (281/км²).
Расовий склад населення:
| - 89,7 % — білих - 0,9 % — корінних американців - 0,5 % — чорних або афроамериканців - 0,3 % — азіатів - 6,3 % — осіб інших рас |

До двох чи більше рас належало 2,3 %. Частка іспаномовних становила 10,9 % від усіх жителів.
За віковим діапазоном населення розподілялося таким чином: 27,8 % — особи молодші 18 років, 61,4 % — особи у віці 18—64 років, 10,8 % — особи у віці 65 років та старші. Медіана віку мешканця становила 39,6 року. На 100 осіб жіночої статі у місті припадало 106,8 чоловіків;  на 100 жінок у віці від 18 років та старших — 98,5 чоловіків також старших 18 років.
Середній дохід на одне домашнє господарство  становив 78 231 долар США (медіана — 69 250), а середній дохід на одну сім'ю — 89 067 доларів (медіана — 77 868). Медіана доходів становила 56 563 долари для чоловіків та 44 250 доларів для жінок. За межею бідності перебувало 8,5 % осіб, у тому числі 13,4 % дітей у віці до 18 років та 9,6 % осіб у віці 65 років та старших.
Цивільне працевлаштоване населення становило 599 осіб. Основні галузі зайнятості: освіта, охорона здоров'я та соціальна допомога — 24,0 %, науковці, спеціалісти, менеджери — 17,0 %, фінанси, страхування та нерухомість — 9,7 %, роздрібна торгівля — 8,0 %.